# 白梭吻鱸
白梭吻鱸（英語：Zander；學名：Sander lucioperca），又称鼓眼鱼。為輻鰭魚綱鱸形目、鱸亞目河鱸科的其中一種，是淡水性和半溯河性鱼类，原产于欧洲分布於歐亞大陸鹹海、裏海、黑海、北海、波羅的海、愛琴海等沿岸水系，成魚体長平均約為40-80厘米，最長能達到130厘米，體重最大能達到19-20公斤。体黄色，有红色斑点，背黑色，背鰭硬棘13-20枚;背鰭軟條18-24枚;臀棘2-3枚;臀鰭軟條10-14枚;脊椎骨45-47個，棲息在水較混濁、養分較高的大型河川、湖泊、河口半鹹水水域，群游，在中上層水域活動，繁殖期在4-5月，會進行迴游，屬肉食性，為高經濟價值的食用魚，適合各種烹飪方式食用，另可做遊釣魚及觀賞魚。

## 分布

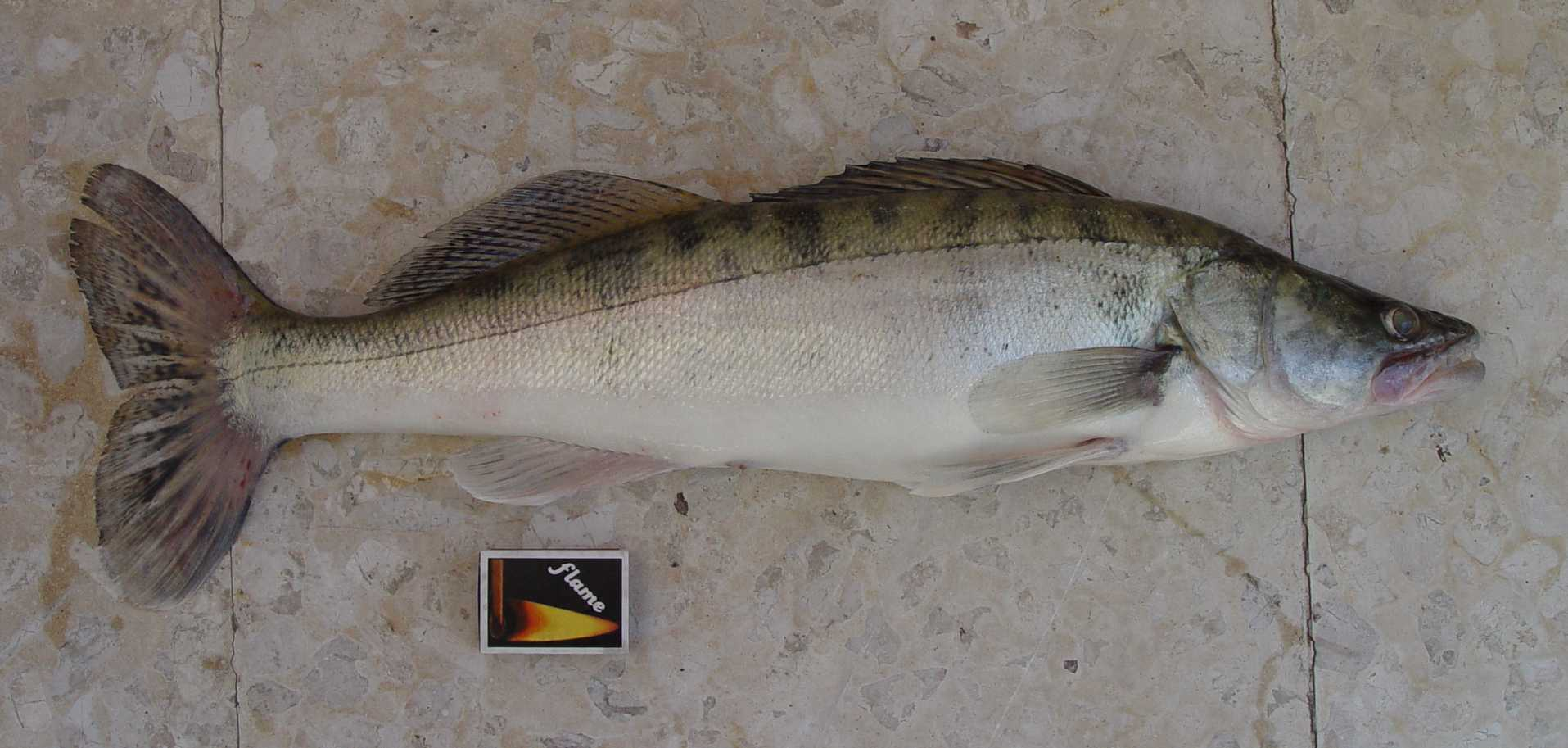

白梭吻鲈原产于欧洲的易北河、咸海、黑海、里海以及波罗的海等水系。在中国仅分布于新疆伊犁河水系和额尔齐斯河水系。

## 食用

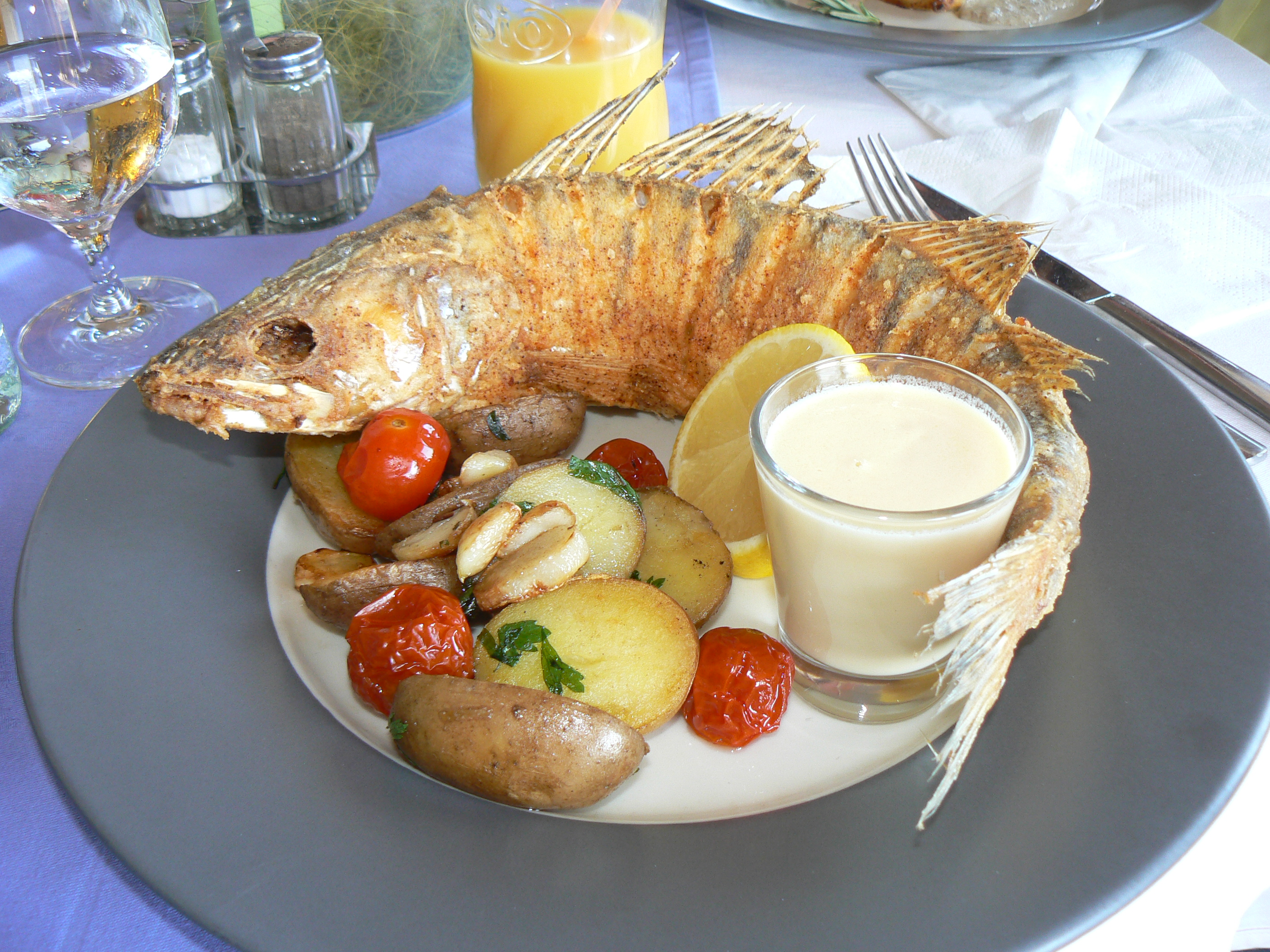
匈牙利餐馆的烤鱼

白梭吻鲈肉质细嫩、肌间刺少、蛋白质高，5种鲜味氨基酸含量高于虹鳟。